# Johanneser Kurhaus
Das Johanneser Kurhaus war eine Heileinrichtung und Begegnungsstätte im Oberharz nahe der Stadt Clausthal-Zellerfeld im Landkreis Goslar in Niedersachsen. Es lag in unmittelbarer Nähe der Johanneser Bergwiesen.

## Geschichte
Nach der Einstellung des Bergbaus in seiner Umgegend wurde das nicht mehr benötigte Johanneser Zechenhaus im Februar 1878 versteigert. Der erfolgreiche Bieter Friedrich Jürgens richtete dort ein Ausflugskaffee ein, das sich bei der Bevölkerung bald großer Beliebtheit erfreute.
Jürgens’ Schwiegersohn Wilhelm Gergs (* 1848) benannte das Zechenhaus in Johanneser Kurhaus um und entwickelte die Einrichtung ab 1888 zu einem florierenden Pensions- und Gastrobetrieb weiter. Im Jahre 1893 (1890) baute er neben dem alten Zechenhaus ein modernes größeres Gebäude, während das Zechenhaus 1897 abgerissen wurde. Schon 1896 erweiterte Gergs den Neubau durch einen Seitenflügel.
Nachdem 1914 eine Radiumquelle in der Nähe des Gebäudes zur Nutzung freigegeben worden war, wurde während des Ersten Weltkriegs im Jahre 1917 ein Reservelazarett im Johanneser Kurhaus eingerichtet. Hierdurch und durch die Wirren der Nachkriegszeit wurde die Aufrechterhaltung des bisherigen Kurhausbetriebs immer schwieriger, so dass das Johanneser Kurhaus 1920 an die Wohlfahrtsgesellschaft für das Tabakgewerbe verkauft wurde, welche es umgehend als Pensionsbetrieb weiterverpachtete.
Kurz nach Beginn des Zweiten Weltkriegs wurde das Haus erneut zum Lazarett umfunktioniert, später wurden hier Umschulungslehrgänge für Versehrte durchgeführt. Unter anderem wurden dabei eine Autowerkstatt in den Gesellschaftsräumen betrieben und eine Tischlerei eingerichtet, was zur Folge hatte, dass das Gebäude völlig heruntergewirtschaftet wurde.
Am 20. Dezember 1949 erfolgte die Wiedereröffnung als Kurhaus, doch schon nach kurzer Zeit wurde das Gebäude unter Leitung des ehemaligen Pächters Karl Bülte durch die Wohlfahrtsgesellschaft für das Tabakgewerbe saniert. Mit der erneuten Wiedereröffnung am 10. Mai 1953 verbanden sich in der ganzen Region Hoffnungen darauf, an die Blütezeit des Hauses anknüpfen zu können. Mangelhafte Rentabilität und eine marode Wasserversorgung führten aber letztlich dazu, dass das Johanneser Kurhaus im Jahre 1967 abgerissen und das Gelände renaturiert wurde.

## Rezeption
Das Johanneser Kurhaus war neben dem Kurhaus Voigtslust und dem Kurhaus zu den Pfauenteichen eines der größten Kurhäuser im Gebiet von Clausthal-Zellerfeld. Durch die Prominenz vieler seiner Gäste erlangte es überregionale Bedeutung. Im beginnenden 20. Jahrhundert war es zunächst auf den Adel ausgerichtet, der jedoch schnell Industrielle und gehobene Beamte nach sich zog. Zusammen mit der 1877 fertiggestellten Bahnverbindung zwischen Langelsheim und Clausthal-Zellerfeld, der Innerstetalbahn, und den anderen Kurhäusern der Umgegend fing das Johanneser Kurhaus in der Zeit des Niedergangs des Oberharzer Bergbaus einen Teil des entstehenden gesellschaftlichen und wirtschaftlichen Vakuums auf. Es gilt als ein Wegbereiter des Kur- und Fremdenverkehrs in Clausthal-Zellerfeld.
Durch Veranstaltungen, die in den Kurhäusern durchgeführt wurden, trugen diese einen nicht unerheblichen Anteil zum gesellschaftlichen Leben in Clausthal-Zellerfeld bei. Beteiligt war beispielsweise auch die Bergakademie Clausthal, die häufiger Rektoratsübergaben im Kurhaus Voigtslust durchführte.
Bereits ab 1914 stand für die Hausgäste ein Mercedes-PKW zur Verfügung, es gab Zentralheizung, Kühlräume und elektrische Küchenmaschinen.
Das Haus lag eingebettet in Harzer Fichtenwäldern und verfügte über eine eigene Landwirtschaft, die sich auf 15 ha Wiesenflächen stützen konnte.